# Чиљан
Чиљан (шп. Chillán) је град у Чилеу. Град се налази на надморској висини од 124 метара. Површина општине износи 511,2 km². У самом граду је, према процјени из 2002. године, живјело 161.953 становника. Просјечна густина становништва износи 316,8 становника/km².